# Sericogaster fasciata
Sericogaster fasciata är en biart som beskrevs av John Obadiah Westwood 1835. Sericogaster fasciata ingår i släktet Sericogaster och familjen korttungebin. Inga underarter finns listade i Catalogue of Life.

## Bildgalleri

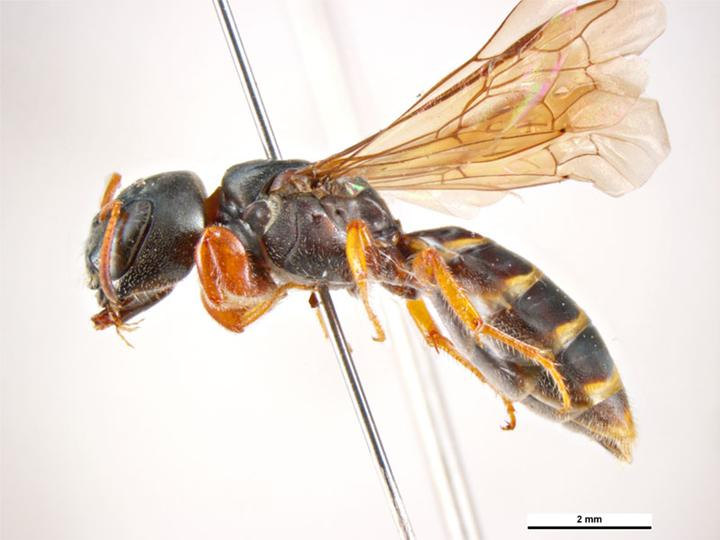
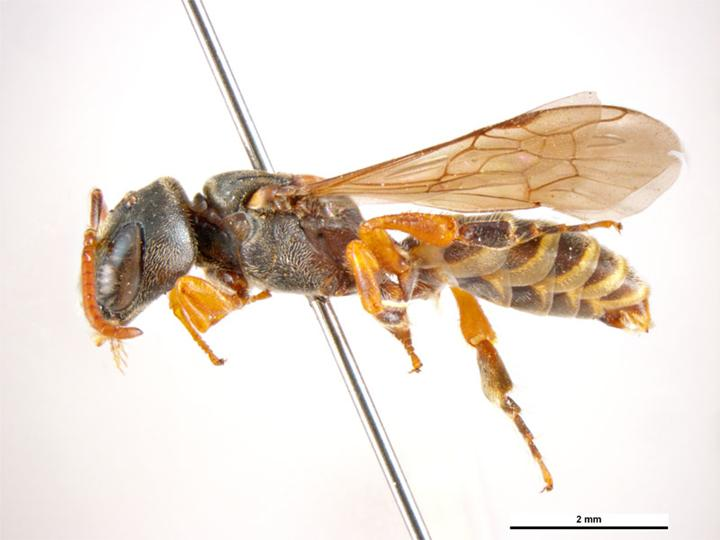